# یوهان لودویگ رونبری
یوهان لودویگ رونِبَری (۵ فوریه ۱۸۰۴–۶ مه ۱۸۷۷) کشیش فنلاندی، غزلسرا و شاعر حماسی بود. او منحصراً به زبان سوئدی می‌نوشت. او را شاعر ملی فنلاند می‌دانند. 
رونِبَری نویسنده اشعار سرزمین ما، سرود ملی فنلاند است. رونبری همچنین در نوسازی سرود لوتری فنلاندی مشارکت داشت و متون زیادی را برای نسخه جدید تولید کرد.

## میراث
روز رونبری (فنلاندی: Runebergin päivä) هر ساله در ۵ فوریه، مصادف با روز تولد رونبری جشن گرفته می‌شود. شیرینی با طعم بادام به نام تورته رونبری عموماً از ابتدای ژانویه تا ۵ فوریه در فروشگاه‌ها موجود است.
مجسمه یوهان لودویگ رونبری توسط پسرش والتر رونبری در اسپلانادی در قلب هلسینکی وجود دارد. شهرستان رونبری در شهرستان بکر، مینه سوتا نیز به نام رونبری نامگذاری شده‌است.
خیابانی نیز در محله کامپی در مرکز هلسینکی نیز به نام اوست.

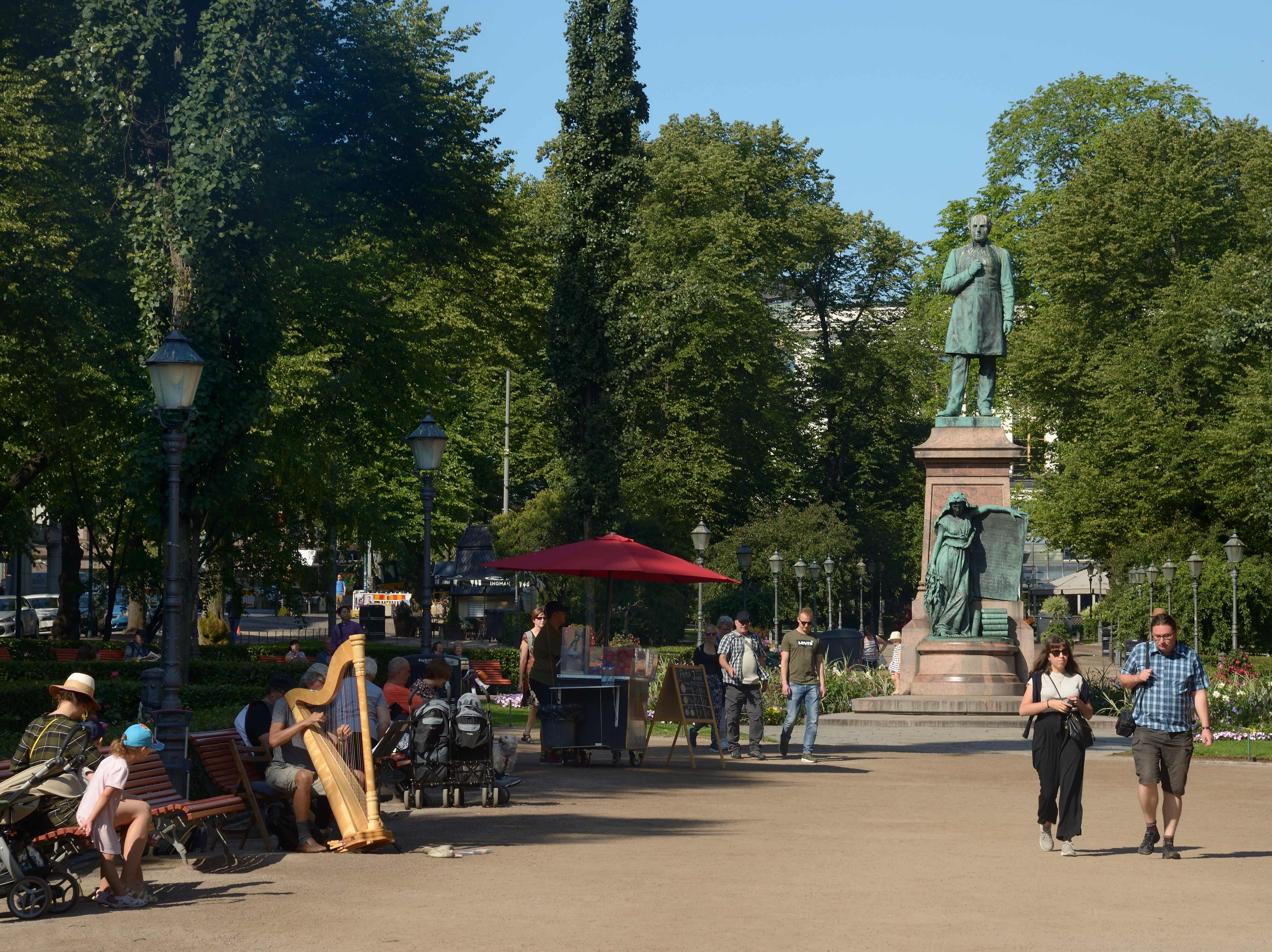
مجسمه رونبری در پارک و پیاده‌ راه اسپلانادی